# Los Campesinos!
Los Campesinos! ist eine seit 2006 bestehende siebenköpfige britische Indie-Popband, die in Cardiff, Wales gegründet wurde. Der Name stammt aus dem Spanischen und bedeutet „Die Bauern“.

## Geschichte

### 2006: Gründung und Vertrag mit Wichita
Die Band gründete sich Anfang 2006 an der Cardiff University. Am Anfang waren es Neil Turner (Gitarre), Ellen Waddell (E-Bass) und Ollie Briggs (Schlagzeug). Im März stieß Tom Bromley (Gitarre, Songwriter) hinzu. Später folgten Gareth Paisey (Gesang, Songwriter, Glockenspiel), Harriet Coleman (Violine, Keyboard) und Aleksandra Berditchevskaia (Gesang, Keyboard). Bromley traf Turner, nachdem er ihn über Sufjan Stevens in einem Club diskutieren gehört hatte. Obwohl sich die Band in Cardiff formte, ist keiner der Bandmitglieder Waliser. Die ersten eigenen Lieder waren lange Post-Rock-Stücke.
Ihren ersten Auftritt hatten sie am 8. Mai auf einer Party einer Studentenvereinigung. Daraufhin spielten sie immer öfter im Raum Cardiff. Ihre erste Demoaufnahme veröffentlichte Los Campesinos! wenig später mit den Songs Death to Los Campesinos!, It Started With a Mixx, Sweet Dreams, Sweet Cheeks und dem live sehr beliebten You! Me! Dancing!. Die Lieder wurden auch in das Internet gestellt. Dies und die energiegeladenen Liveshows führten dazu, dass sie in der Abendsendung Beth & Huw’s von BBC Radio 1 Wales gespielt wurden. Ihre Bekanntheit wuchs schnell und schon im August 2006 wurden sie Vorband der kanadischen Indie-Rockband Broken Social Scene. Im November 2006 unterschrieben sie beim Independent-Label Wichita Recordings.
Anstatt ihrer echten Nachnamen traten sie 18 Jahre lang mit dem gemeinsamen Nachnamen Campesinos! auf. Die Verwendung ihrer wahren Nachnamen begann 2024 mit dem siebten Studioalbum All Hell.

### 2007: Erste Singles undSticking Fingers into Sockets

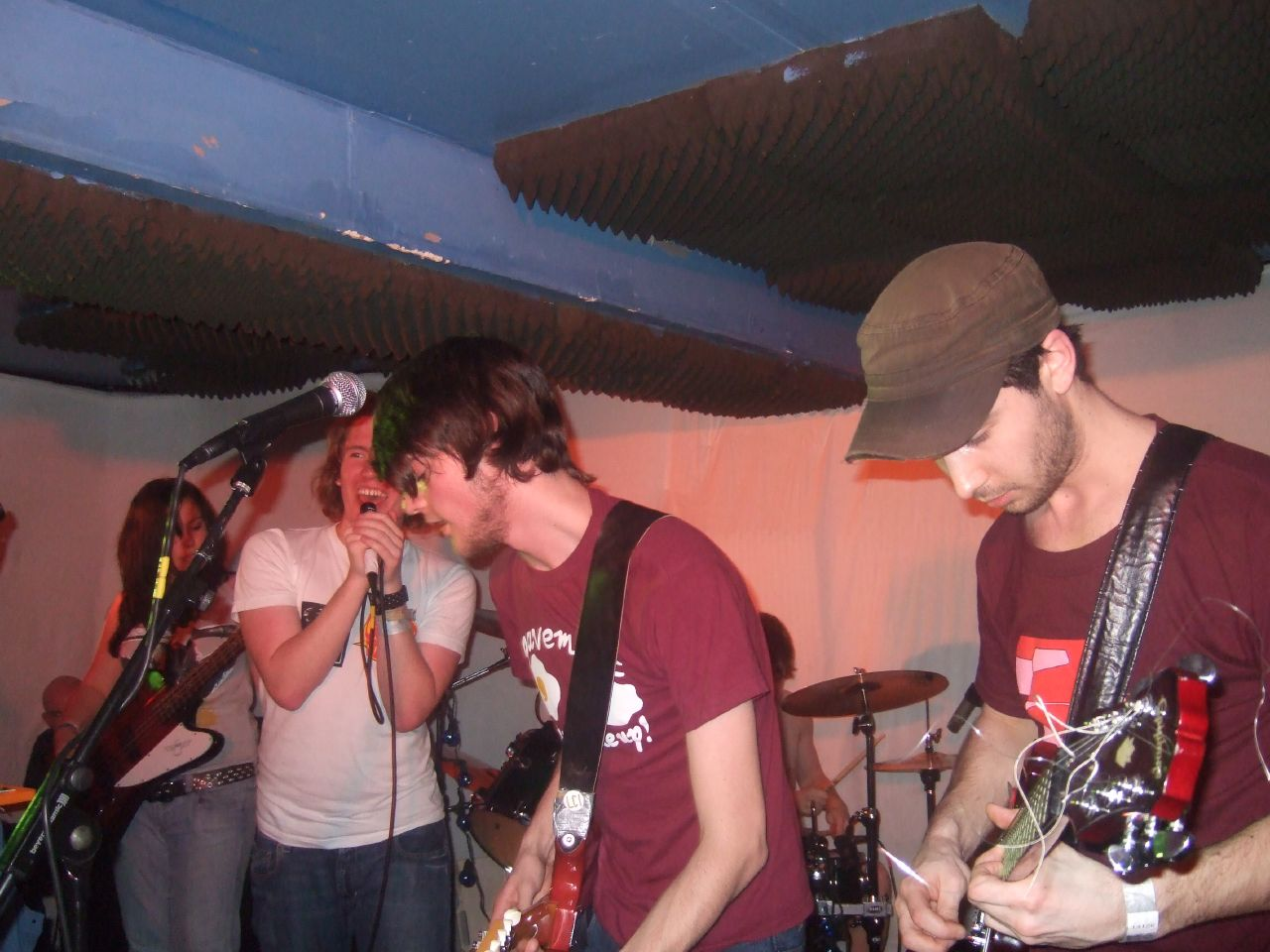
Los Campesinos! - Februar 2007

Am 26. Februar 2007 erschien die erste Single, eine Doppel-A-Seite mit den Liedern We Throw Parties, You Throw Knives und Don’t Tell Me to Do the Math(s). Für den amerikanischen und kanadischen Markt unterzeichneten sie im April beim Arts & Crafts Label. Im Juni veröffentlichte Los Campesinos! You! Me! Dancing! als eine limitierte 7″-Single, begleitet mit einigen Auftritten in Bath, Newport, Cardiff und London. Die EP Sticking Fingers into Sockets erschien am 3. Juli bei Arts & Crafts, produziert von Dave Newfeld, der auch schon mit Broken Social Scene zusammenarbeitete. Ihre erste Tour durch das Vereinigte Königreich begann im Oktober, in dem auch die Single The International Tweexcore Underground veröffentlicht wurde. Ende Februar 2008 spielten sie vier Auftritte in Deutschland, u. a. beim Haldern Pop Festival.

### 2008:Hold on Now, Youngster…undWe Are Beautiful, We Are Doomed

Logo von Los Campesinos! zu Zeiten des Debütalbums

Hold on Now, Youngster… ist der Name des ersten Albums, welches in Deutschland und Irland am 22. Februar 2008 und in Großbritannien am 25. Februar erschienen ist. In den USA und Kanada wurde das Album verzögert am 1. April veröffentlicht. Eine Europa- und Nordamerikatour folgte zur Begleitung der Veröffentlichung. Kritiker lobten das Debütalbum. Ihren ersten Fernsehauftritt hatten Los Campesinos! am 9. Februar bei der irischen Late-Night-Show Tubridy Tonight.
Am 1. August gab die Band bekannt, dass ihr zweites Studioalbum den Namen We Are Beautiful, We Are Doomed trägt und Ende des Jahres erscheinen soll. Produziert wurde es von John Goodmanson und in Seattle aufgenommen. Die endgültige Veröffentlichung war in Großbritannien am 27. Oktober 2008. Die Band erklärte, dass das Album keine Geldmacherei sei. Die Lieder seien keine B-Sides, Raritäten oder „Songs, die nicht gut genug für das Album waren, zusammengeschustert mit einigen Remixes und Liveaufnahmen.“ Es wurden keine Singles veröffentlicht und das Album ist limitiert.
Im Oktober tourten sie zusammen mit No Age und Times New Viking durch Großbritannien. Ihre ersten Auftritte in Südamerika hatten sie im April 2009 in Argentinien, Kolumbien und Venezuela.

### 2009:Romance Is Boringund Ausstieg von Aleksandra
Ihr drittes Album nahmen Los Campesinos! 2009 in Stamford, Connecticut mit John Goodmanson auf. Die Aufnahmen wurden im Juni fertiggestellt. Das Album wurde vor und nach der zweiten Hälfte ihrer US-Tour aufgenommen und im Juni in Wales gemixt. Zudem wurden die ersten zwei Songtitel veröffentlicht: This Is a Flag. There Is No Wind und Straight in at 101. Am 2. Juni gab die Band auf ihrer Website bekannt, dass Aleksandra Berditchevskaia nach der US-Tour im August die Band verlässt, um weiterzustudieren. Das Album wurde am 22. Juni fertiggestellt und beinhaltet 16 Lieder. Im Dezember begleiteten sie The Cribs als Vorband. Am 9. September wurde auf der offiziellen Webseite das erste Lied (The Sea Is a Good Place to Think of the Future) vom neuen Album zum kostenlosen Download angeboten. Dazu drehte Ellen Waddell ein Musikvideo, welches ebenfalls im Internet veröffentlicht wurde. Am 21. September wurde Kim Paisey, Gareth Paiseys Schwester, als neues Bandmitglied vorgestellt. Die erste Singleauskopplung des Albums war There Are Listed Buildings und wurde während ihrer britischen Konzerttournee im Oktober verkauft.
Der Name des Albums, Romance Is Boring, die Songtitel sowie das Veröffentlichungsdatum am 1. Februar 2010 im Vereinigten Königreich (26. Januar in den Vereinigten Staaten) wurden am 25. Oktober auf der offiziellen Website bekannt gegeben. Das Album wurde zwischen März und Juni 2009 in Seattle aufgenommen und wie schon bei We Are Beautiful, We Are Doomed von John Goodmanson produziert. Zudem haben Jamie Stewart (Xiu Xiu), Zac Pennington (Parenthetical Girls) und Jherek Bischoff (The Dead Science) mitgewirkt. Über das Album schrieb die Band in ihrem Blogeintrag:

“It is a record about the death and decay of the human body, sex, lost love, mental breakdown, football and, ultimately, that there probably isn’t a light at the end of the tunnel.”

„Es ist eine Platte über Tod und Zerfall des menschlichen Körpers, Sex, verlorene Liebe, Nervenzusammenbruch, Fußball und letztlich, dass da wahrscheinlich kein Licht am Ende des Tunnels ist.“

### 2010: Ausstieg von Ollie

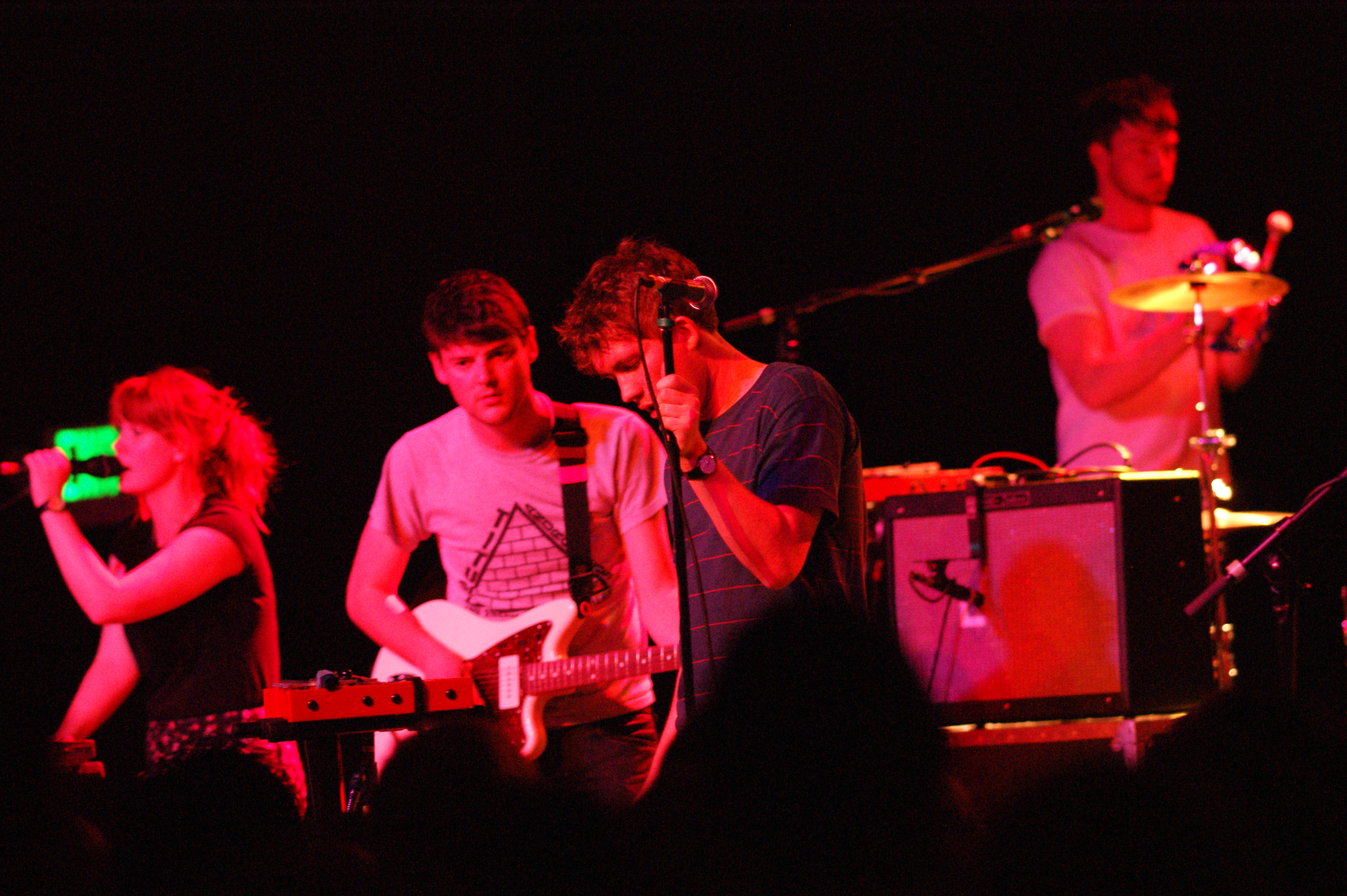
Liveauftritt der Band 2010, Kim Paisey, Neil Turner, Gareth Paisey, Rob Taylor (v. l. n. r.)

Am 26. Juni 2010 gab Ollie Briggs bekannt, dass er die Band verlassen habe. In einer Stellungnahme erklärte die Band, dass sie Briggs gebeten haben, die Band zu verlassen, um weiterhin als Gruppe bestehen zu können. Alle geplanten Konzerte im Sommer fanden dennoch statt.
Eine EP mit dem Namen All’s Well That Ends erschien vorab am 15. Juli beim Konzert zum zehnten Geburtstag des Musiklabels Wichita in London, bevor sie offiziell am 19. Juli in einer limitierten Auflage veröffentlicht wurde. Die EP beinhaltet vier alternative Versionen von Liedern des letzten Albums und ist die erste Veröffentlichung, bei der Rob Taylor mitwirkte. Taylor ist ebenfalls verantwortlich für das Design der Albumcovern, das Merchandise und die Tourneeplakaten.
Beim Wichita-Konzert spielte der neue Schlagzeuger Jason Adelinia, der zuvor seit 2007 der Tourmanager und Merchandiseverkäufer der Band war. Später veröffentlichten sie über Twitter ein Bild mit dem Titel „The band Los Campesinos!“ in dem Taylor und Adelinia zu sehen sind, welches darauf hinweist, dass beide vollständige Mitglieder sind. Im Oktober gingen sie zusammen mit Johnny Foreigner auf Tournee in den Vereinigten Staaten und Kanada.
Am 8. Dezember 2010 kündigte die Band das vierteljährliche Fanzine Heat Rash an und veröffentlichten den Weihnachtssong Kindle a Flame in Her Heart als kostenlosen Download bei SoundCloud.

### 2011–2012: Ausstieg von Harriet und Ellen,Hello Sadness

Bandlogo zu Zeiten von Hello Sadness

Am 1. Mai 2011 beendete die Band ihre Arbeit an dem neuen Studioalbum Hello Sadness, welches am 14. November 2011 erschien. Die Aufnahmen wurden von April bis Mai in Mas Pau, Katalonien, mit dem Produzenten John Goodmanson gemacht.
Im August gab die Violinistin Harriet Coleman ihren Ausstieg aus der Band bekannt, um ihr Studium fortzusetzen.
Im Dezember 2012 verließ die Bassistin Ellen Waddell die Band. Anfang 2013 sollten die Arbeiten für ein neues Album beginnen.

### 2013–2014: Live-Album,No Bluesund Weihnachts-EP
Mit A Good Night for a Fistfight erschien am 4. Mai 2013 das erste Live-Album der Band. Es wurde am 15. Dezember 2012 in der Islington Assembly Hall in London aufgenommen. Die Studioaufnahmen für das fünfte Album liefen von Ende Mai bis Ende Juni im Norden von Wales.
Ende August 2013 gab die Band bekannt, dass ihr fünftes Studioalbum No Blues heißt und im Oktober veröffentlicht werden soll. Zudem erschien mit What Death Leaves Behind eine erste Download-Single. Bei dem Musikvideo zur zweiten Single Avocado, Baby führte der walisische Schauspieler Craig Roberts Regie.
Am 8. Dezember 2014 erschien unter dem Titel A Los Campesinos! Christmas eine Weihnachts-EP der Band mit sechs Liedern, die teilweise schon zuvor an anderer Stelle veröffentlicht wurden.

### 2016–2022:Sick Scenes
Im Juni 2016 nahm Los Campesinos!, zusammen mit dem Produzenten John Goodmanson, in der portugiesischen Gemeinde Fridão, ihr sechstes Studioalbum auf. Einen Monat später gaben die Band die Ausrichtung eines eintägigen Musikfestivals unter dem Namen Us Vs Them im Dezember 2016 in Leeds bekannt.
Das Album trägt den Titel Sick Scenes und erschien am 24. Februar 2017 beim Musiklabel Wichita Recordings.
Am 7. Mai 2021 veröffentlichte die Band Whole Damn Body, eine EP mit remasterten Tracks aus der Hello-Sadness-Ära, über Bandcamp.

### Seit 2023:All Hell
In einem Interview mit The Big Issue im Dezember 2023 sagte Rob Taylor, dass Los Campesinos! an ihrem siebten Studioalbum arbeiteten. Erste Gespräche dazu fanden bereits 2019 statt. Die COVID-19-Pandemie verzögerte weitere Arbeiten an dem Album.
Das Album wurde über drei Termine in Frome und Cardiff aufgenommen und verzichtete dabei auf die Labelunterstützung von Wichita Recordings.
Bei einem Konzert der Band in London im Februar 2024 sagte Gareth Paisey, dass das Album fertig sei und im Sommer erscheinen würde. Außerdem spielten sie ihren ersten neuen Song seit 2017, A Psychic Wound.
Am 14. Mai 2024 kündigte die Band in einem Newsletter an, dass das siebte Album, All Hell, am 19. Juli 2024 von ihrem eigenen Label Heart Swells veröffentlicht werde und 15 Lieder enthalten würde. Sie veröffentlichten auch die erste Single des Albums, Feast of Tongues, die ihr erstes neues Lied in sieben Jahren und 80 Tagen war. Vor Veröffentlichung des Albums wurden mit A Psychic Wound, 0898 Heartache und kms drei weitere Singles veröffentlicht. Beim Song kms übernahm erstmals Kim Paisey den Leadgesang von ihrem Bruder Gareth Paisey.
Nach seiner Veröffentlichung erreichte All Hell Platz 14 der UK-Albumcharts, was die bisher höchste Platzierung der Band in den Charts und ihr erstes Album in den Top 40 war.

## Diskografie

### Studioalben
| Jahr | Titel | Höchste Chartposition | Höchste Chartposition | Höchste Chartposition |
| Jahr | Titel | UK Alben Chart        | US Top Heatseekers    | US Top Independent    |
| ---- | --- | --------------------- | --------------------- | --------------------- |
| 2008 | Hold on Now, Youngster… - Veröffentlichung: 22. Februar 2008 - Label: Wichita Recordings                                                             | 72                    | 45                    | –                     |
| 2008 | We Are Beautiful, We Are Doomed - Veröffentlichung (UK): 27. Oktober 2008 - Veröffentlichung (US, CA): 25. November 2008 - Label: Wichita Recordings | –                     | 43                    | –                     |
| 2010 | Romance Is Boring - Veröffentlichung (US, CA): 26. Januar 2010 - Veröffentlichung (UK): 1. Februar 2010 - Label: Wichita Recordings                  | 92                    | 3                     | 28                    |
| 2010 | Hello Sadness - Veröffentlichung (UK): 14. November 2011 - Veröffentlichung (US, CA): 15. November 2011 - Label: Wichita Recordings                  | –                     | –                     | –                     |
| 2013 | No Blues - Veröffentlichung (weltweit): 29. Oktober 2013 - Label: Wichita Recordings, Turnstile Music, Heart Swells                                  | –                     | –                     | –                     |
| 2017 | Sick Scenes - Veröffentlichung (weltweit): 24. Februar 2017 - Label: Wichita Recordings, Turnstile Music, Heart Swells                               | 83                    | –                     | –                     |
| 2024 | All Hell - Veröffentlichung (weltweit): 19. Juli 2024 - Label: Heart Swells                                                                          | 14                    | –                     | –                     |

- We Are Beautiful, We Are Doomed wurde bei Veröffentlichung von der Band selbst als ein Mini-Album oder EEP (Extended Extended Play) bezeichnet, später als vollwertiges Album.

### Livealben
| Jahr | Titel |
| ---- | --- |
| 2013 | A Good Night for a Fistfight - Live at Islington Assembly Hall, London - Veröffentlichung: 4. Mai 2013 - Label: – - Nur Download |

### EPs
| Jahr | Titel                                                                                            |
| ---- | ------------------------------------------------------------------------------------------------ |
| 2010 | All’s Well That Ends - Veröffentlichung: 19. Juli 2010 - Label: Wichita                          |
| 2014 | A Los Campesinos! Christmas - Veröffentlichung: 8. Dezember 2014 - Label: Turnstile/Heart Swells |
| 2021 | Whole Damn Body - Veröffentlichung: 7. Mai 2021 - Label: – - Nur Download                        |

### Kompilation
| Jahr | Titel                                                                                 |
| ---- | ------------------------------------------------------------------------------------- |
| 2007 | Sticking Fingers into Sockets - Veröffentlichung: 3. Juli 2007 - Label: Arts & Crafts |

### Demo
| Jahr | Titel                  |
| ---- | ---------------------- |
| 2006 | Hold On Now, Youngster |

### Singles
| Jahr | Titel | Höchste Chartposition | Album                                                              |
| Jahr | Titel | UK Single Charts      | Album                                                              |
| ---- | --- | --------------------- | ------------------------------------------------------------------ |
| 2007 | We Throw Parties, You Throw Knives/ Don’t Tell Me to Do the Math(s) - Veröffentlichung: 26. Februar 2007 - Formate: 7″, Download                                  | –                     | Hold on Now, Youngster… außerdem auf Sticking Fingers into Sockets |
| 2007 | You! Me! Dancing! - Veröffentlichung: 4. Juni 2007 - Formate: 7″, Download                                                                                        | –                     | Hold on Now, Youngster… außerdem auf Sticking Fingers into Sockets |
| 2007 | The International Tweexcore Underground - Veröffentlichung (Download): 15. Oktober 2007 - Veröffentlichung (CD, 7″): 22. Oktober 2007 - Formate: CD, 7″, Download | 126.                  | auf keinem Album                                                   |
| 2008 | Death to Los Campesinos! - Veröffentlichung: 18. Februar 2008 - Formate: CD, 7″, Download                                                                         | 198.                  | Hold on Now, Youngster…                                            |
| 2008 | My Year in Lists - Veröffentlichung: 12. Mai 2008 - Formate: CD, 7″, Download                                                                                     | –                     | Hold on Now, Youngster…                                            |
| 2009 | There Are Listed Buildings - Veröffentlichung: 2. November 2009 - Formate: 7″, Download                                                                           | –                     | Romance Is Boring                                                  |
| 2010 | Romance Is Boring - Veröffentlichung: 15. Februar 2010 - Formate: 7″, Download                                                                                    | –                     | Romance Is Boring                                                  |
| 2010 | Kindle a Flame in Her Heart - Veröffentlichung: 9. Dezember 2010 - Format: Download                                                                               | –                     | ohne Album                                                         |
| 2011 | By Your Hand - Veröffentlichung: 8. September 2011 - Format: Download                                                                                             | –                     | Hello Sadness                                                      |
| 2011 | Hello Sadness - Veröffentlichung: 21. November 2011 - Formate: CD, Download                                                                                       | –                     | Hello Sadness                                                      |
| 2012 | Songs About Your Girlfriend - Veröffentlichung: 19. März 2012 - Formate: CD, Download                                                                             | –                     | Hello Sadness                                                      |
| 2012 | Tiptoe Through the True Bits - Veröffentlichung: 30. Mai 2012 - Format: Download                                                                                  | –                     | ohne Album                                                         |
| 2012 | I Love You (But You’re Boring) - Veröffentlichung: 12. Juni 2012 - Format: Download                                                                               | –                     | ohne Album                                                         |
| 2012 | A Doe to a Deer - Veröffentlichung: 12. Dezember 2012 - Format: Download                                                                                          | –                     | ohne Album                                                         |
| 2013 | What Death Leaves Behind - Veröffentlichung: 29. August 2013 - Format: Download                                                                                   | –                     | No Blues                                                           |
| 2013 | Avocado, Baby - Veröffentlichung: 8. Oktober 2013 - Format: Download                                                                                              | –                     | No Blues                                                           |
| 2013 | The Holly and the Ivy - Veröffentlichung: 11. Dezember 2013 - Format: Download                                                                                    | –                     | ohne Album                                                         |
| 2016 | I Broke Up in Amarante - Veröffentlichung: 10. November 2016 - Format: Download                                                                                   | –                     | Sick Scenes                                                        |
| 2017 | 5 Flucloxacillin - Veröffentlichung: 16. Januar 2017 - Format: Download                                                                                           | –                     | Sick Scenes                                                        |
| 2017 | Fall of Home - Veröffentlichung: 14. Februar 2017 - Format: Download                                                                                              | —                     | Sick Scenes                                                        |
| 2017 | Renato Dall’Ara (2008) - Veröffentlichung: 28. April 2017 - Format: Download                                                                                      | —                     | Sick Scenes                                                        |
| 2024 | Feast of Tongues - Veröffentlichung: 15. Mai 2024 - Formate: Download                                                                                             | —                     | All Hell                                                           |
| 2024 | A Psychic Wound - Veröffentlichung: 17. Mai 2024 - Formate: Download                                                                                              | –                     | All Hell                                                           |
| 2024 | 0898 Heartache - Veröffentlichung: 11. Juni 2024 - Formate: Download                                                                                              | –                     | All Hell                                                           |
| 2024 | kms - Veröffentlichung: 2. Juli 2024 - Formate: Download | –                     | All Hell                                                           |